# OGK-1
OGK-1 (russisch ОГК-1, voller Name Оптовая генерирующая компания № 1; englisch First Power Generating Company on the Wholesale Electricity Market) ist ein Energieunternehmen aus Russland mit Firmensitz im westsibirischen Tjumen. OGK-1 beschäftigt gut 6.000 Mitarbeiter. Der Firmenumsatz betrug 2007 etwa 800 Millionen Euro. Das Unternehmen entstand am 23. März 2005. Knapp 92 % der OGK-1-Aktien wurden bis zu dessen Aufspaltung im Sommer 2008 vom russischen Konzern Unified Energy System gehalten, etwa 5 % von Gasprom.

## Kraftwerke
Von OGK-1 werden folgende Wärmekraftwerke mit einer Gesamtleistung von 9531 Megawatt betrieben:
- Iriklinskaja – 2430 MW (inkl. Wasserkraftwerk 30 MW; Energetik, Oblast Orenburg; in Betrieb seit 1970)
- Kaschira – 1580 MW (Kaschira, Oblast Moskau; ursprünglich 1922, Neubau 1968)
- Perm – 2400 MW (Dobrjanka, Region Perm; 1986)
- Nischnewartowsk – 1600 MW (Islutschinsk, Autonomer Kreis der Chanten und Mansen; 1993)
- Urengoi – 24 MW (Limbjajacha bei Nowy Urengoi, Autonomer Kreis der Jamal-Nenzen; 1987, unvollendet)
- Werchni Tagil – 1497 MW (Werchni Tagil, Oblast Swerdlowsk; 1956)